# Descargamaría
Descargamaría es un municipio español, en la provincia de Cáceres, comunidad autónoma de Extremadura.

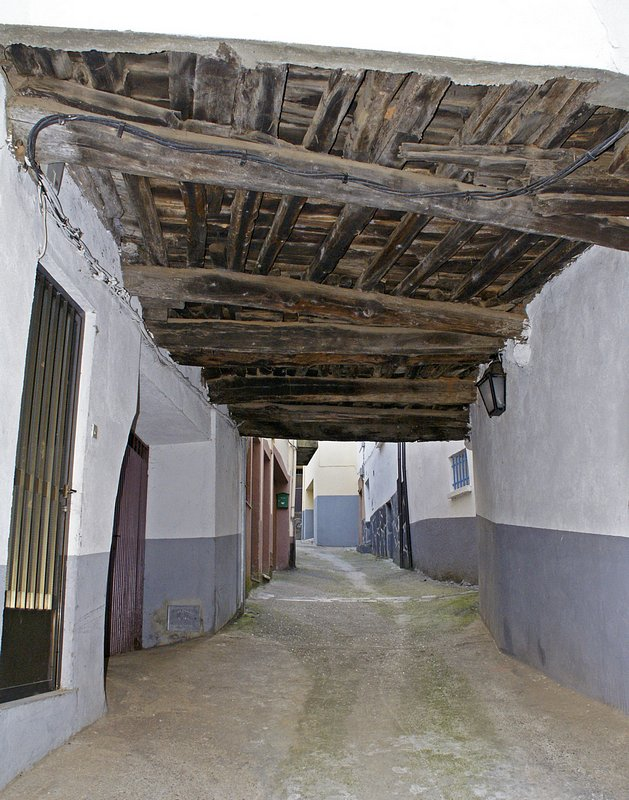
Arquitectura tradicional en Descargamaría

## Toponimia
Aparece citado como Escargamaria en 1323. El topónimo, que es del tipo frásico, con carácter de folktopónimo, se repite en distintas localidades, como nombre de despoblado o de paraje rural; se explica por el uso medieval de María como sinónimo de ‘mujer, hembra’. Compárese el topónimo portugués Pousa-Maria, junto a Viseo, explicado análogamente por Leite de Vasconcelos (Topn. Coimbra). Descargamaría sería pues el lugar favorable (repecho, sombra, fuente) donde reposaran la carga las mujeres que iban de camino a traer el remudo o el agua a los maridos que andaban en las tierras; o bien, de las propias cuadrillas de mujeres en faena de recolección (por ejemplo, de la aceituna), de siega o de escarda. Leite de Vasconcelos describió las series toponímicas gallego-portuguesas Pousafoles ‘el sitio donde descansan, en un repecho de cuesta o en una fuente, los que cargan odres de vino [preferentemente en zonas vinateras] u otros pellejos’, Pousacarro 'lugar de parada para carros', Pousateigas ‘posa-talegas’.
Otras versiones del topónimo se dirigen hacia evocaciones más imprecisas o legendarias. Como se indica anteriormente, el nombre era originalmente compuesto, "Descarga-María", procedente, según algunas versiones difíciles de sustanciar, de "Descarga" y "Santa María". "Descarga" sería el nombre antiguo del Puerto Nuevo, ya que las bestias de carga tenían dificultades para atravesarlo. También es posible que tenga origen romano.

## Símbolos
El escudo heráldico de Descargamaría fue aprobado mediante la "Orden de 15 de marzo de 1990, de la Consejería de la Presidencia y Trabajo, por la que se aprueba el Escudo Heráldico Municipal, para el Ayuntamiento de Descargamaría (Cáceres)", publicada en el Diario Oficial de Extremadura el 29 de marzo de 1990 y aprobada por el Consejero de la Presidencia y Trabajo Manuel Amigo, luego de haber aprobado el expediente el pleno del ayuntamiento el 25 de noviembre de 1988 y haber emitido informe la Real Academia de la Historia el 30 de noviembre de 1989. El escudo se define oficialmente así:

Escudo medio partido y cortado. Primero, verado de plata y azur. Segundo, de gules, el castillo de oro, almenado y donjonado, aclarado de azur. Tercero, de oro, la sierra de piedra, sumada de nueve estrellas de azur, puestas cuatro, tres y dos. Al timbre Corona Real cerrada.

## Geografía

### Localización
Se sitúa entre Las Hurdes y el límite con la provincia de Salamanca, en la mancomunidad de Sierra de Gata. Su término municipal tiene los siguientes límites:
- El Sahugo y Robledillo de Gata al norte;
- Pinofranqueado al este;
- Villasrubias y Robleda al oeste;
- Santibáñez el Alto y Cadalso al sur.

### Hidrografía
El río Árrago, de la cuenca hidrográfica del Tajo, es la principal corriente de agua del municipio, junto con varios arroyos que desembocan en él. No toda el agua del pueblo fluye hacia al Tajo: junto con Robledillo de Gata, Descargamaría es uno de los dos únicos municipios extremeños que tienen parte de su término en la cuenca hidrográfica del Duero.

### Clima
Posee un clima mediterráneo continental templado. Su temperatura media anual es de 13,9 °C y su precipitación media anual es de 1064,3 mm. Suele tener inviernos suaves y lluviosos y veranos secos y, aunque templados, con noches frescas por la proximidad del río.

## Historia

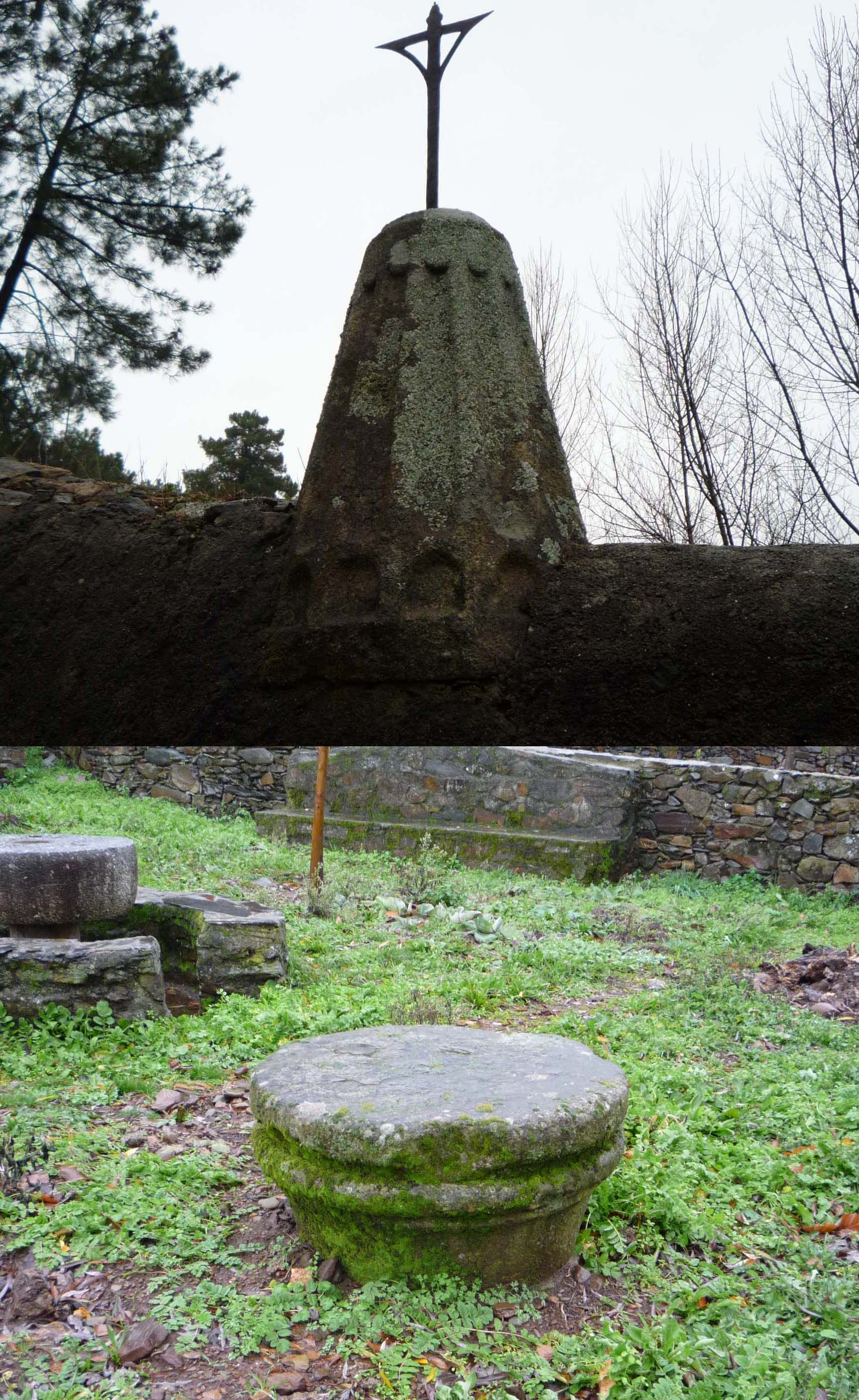
Rollo de Descargamaría.

La localidad de Descargamaría fue fundada en la Edad Media como un punto de encuentro comercial entre el norte y el sur del Sistema Central. Junto a la actual calle Real, que es el tramo de un antiguo camino que unía el norte y el sur de la sierra, se intercambiaban los productos agrícolas que solamente prosperaban a un lado o a otro de la sierra. En este lugar de encuentro, los extremeños vendían a sus vecinos septentrionales principalmente vino y aceite y compraban fundamentalmente cereales. En los alrededores de Descargamaría hubo pequeños asentamientos que quedaron despoblados por diversos motivos y que favorecieron la formación de la actual villa al asentarse en ella sus pobladores, como Casares/Pedregales, Larguija, Puñosa y Puñoenrrostro. Esta última localidad llegó a coexistir con Descargamaría hasta el siglo XVII.
En 1397, el rey Enrique III de Castilla otorgó a un caballero francés, marido de Catalina de Monroy, el señorío de Valdárrago, que comprendía las localidades de Descargamaría, Robledillo de Gata y Puñoenrrostro. Los enfrentamientos de los habitantes de la zona con los Monroy provocaron que el señorío pasara a manos de la familia Pacheco de Ciudad Rodrigo, hasta que en 1411 fue comprado por Fernán Rodríguez de las Varillas, pariente de los Monroy. La partición del mayorazgo entre los señores de Belvís y Monroy provocó luchas nobiliarias familiares que afectaron a la zona: Robledillo pasó del señorío de Valdárrago al de Monroy, y Descargamaría y Puñoenrrostro fueron compradas en 1460 por el señor de Belvís a Juan Porras, regidor de Zamora.
A diferencia de otras localidades de la zona, en Descargamaría no se edificó ningún castillo ni fortaleza. Alonso de Monroy, hijo primogénito del señor de Belvís, intentó crear una en el siglo XV, pero los habitantes de la localidad la derribaron y el rey Fernando El Católico le prohibió volver a levantarla.
Junto con Robledillo de Gata, San Martín de Trevejo, Trevejo y Villamiel, Descargamaría perteneció a la provincia de Salamanca hasta la reorganización provincial de 1833, que incluyó a estas localidades en la provincia de Cáceres. Con la caída del Antiguo Régimen, la localidad se constituyó en municipio constitucional en la región de Extremadura, partido judicial de Gata, entonces conocida como Descarga María. En el censo de 1842 contaba con 150 hogares y 820 vecinos.
El Diccionario geográfico-estadístico-histórico de España y sus posesiones de Ultramar, dirigido por Pascual Madoz y escrito a mediados de siglo XIX, dice lo siguiente sobre Descargamaría:

Situado al fin de una barrera, entre dos sierras llamadas la Bolla y Gomares, y a la margen del río Arrago, goza de clima benigno, templado, aunque ligeramente húmedo y de poco horizonte; reinan los vientos del N. y O., y se padecen catarros en invierno, inflamatorias en primavera, é intermitentes y disenterías en verano y otoño: tiene 120 casas de 2 y 3 pisos la mayor parte, construidas de adobes con corredores de madera y de 7 a 8 varas de altura, que forman nueve calles pendientes y empedradas de 4 a 5 varas de anchas, y una plaza casi triangular pequeña sin portales; el pueblo tiene dos entradas principales, una al N. llamada Carrera y otra al S., barrio de la Iglesia con varios sotos y heredades en los otros lados... hay una casa-conc. muy mal preparada, con una habitación pequeña para las sesiones de ayunt., con cárcel amenazando ruina é insegura, escuela de primera educación, dotada con 1.100 rs. pagados por retribución de los 30 niños y 10 niñas que concurren... 2 ermitas, una a la entrada N. de la v. con el título del Cordero, y otra unos mil pasos al S. con el Cristo del Humilladero, hallándose el cementerio entre esta y la iglesia, que no daña la salud. Se surte el pueblo de aguas potables en una fuente que hay dentro de sus calles al O. y otras infinitas en las inmediaciones, todas de ricas aguas, como país de sierra... comprende 350 fan. de terreno cultivable, un monte bajo de brezo y carquesa, algunos pinares bravíos en todas direcciones, un corto número de encinas y alcornoques, y varios corrales para el ganado cabrío... el terreno es muy quebrado y ligero, necesitando de mucho beneficio para sus escasos prod., cruzado todo de sierras... le bañan el r. Arrago en dirección de N. a S. quedando el pueblo a su der., y el arroyo llamado Mediafanega que se une al anterior á la entrada de la v. y tiene un puente de madera un poco antes de unirse camino de Robledillo. CAMINOS: al N. conduce á Robledillo, aunque descuidado suben hasta allí carros cargados; el que conduce á Castilla al NO. llamado Puerto de Descarga-María no admite más que caballerías; el del S. que comunica con toda la sierra é interior de Estremadura, es carretero y esta bien cuidado... PROD.: aceite, vino, castañas y hortalizas; se mantiene ganado cabrío, unas 80 caballerías mulares, que sirven para la recolección de frutos y alguna arriería, y se cría caza de todas clases. IND. Y COMERCIO: 2 tejedores, 4 molinos de harina, 5 de aceite en decadencia por su excesivo número con relación a los frutos: extracción de aceite y vinos para Castilla, é importación de cereales, arroz y otros art. POBL.: 150 vec., 822 alm. CAP.PROD: 1.411 rs. IMP.: 112.880. CONTR.: 9.530. PRESUPUESTO MUNICIPAL: 2.800, del que se pagan 300 al secretario por su dotación, y se cubre con el prod. de propios y arbitrios, que consisten en terrenos adehesados y escasa bellota de monte.

## Demografía
Descargamaría cuenta con una población de 108 habitantes (INE 2024).
| Gráfica de evolución demográfica de Descargamaría entre 1842 y 2021                                                 |
| |
| Población de derecho según los censos de población del INE Población de hecho según los censos de población del INE |

## Comunicaciones
La principal carretera del municipio es la CC-5.1, que une Descargamaría con la EX-205 pasando por Cadalso. Esta carretera es paralela al río Árrago en todo su recorrido y recibe el nombre de calle Real al pasar por Descargamaría. Al norte de la localidad, la CC-5.1 se bifurca en dos carreteras: la CC-5.2 que es un camino rural de montaña que lleva a El Sahugo y la CC-7.1 que une Descargamaría con Robledillo de Gata.

## Patrimonio

### Patrimonio religioso
Iglesia parroquial católica bajo la advocación de San Julián el Hospitalario, a cargo del párroco de Perales del Puerto, en la diócesis de Coria. La iglesia es del siglo XVI y en su interior destaca el retablo mayor, de Lucas Mitata, datado en 1594. También hay dos ermitas: la del Santo Cordero y la del Cristo del Humilladero.

### Arquitectura tradicional

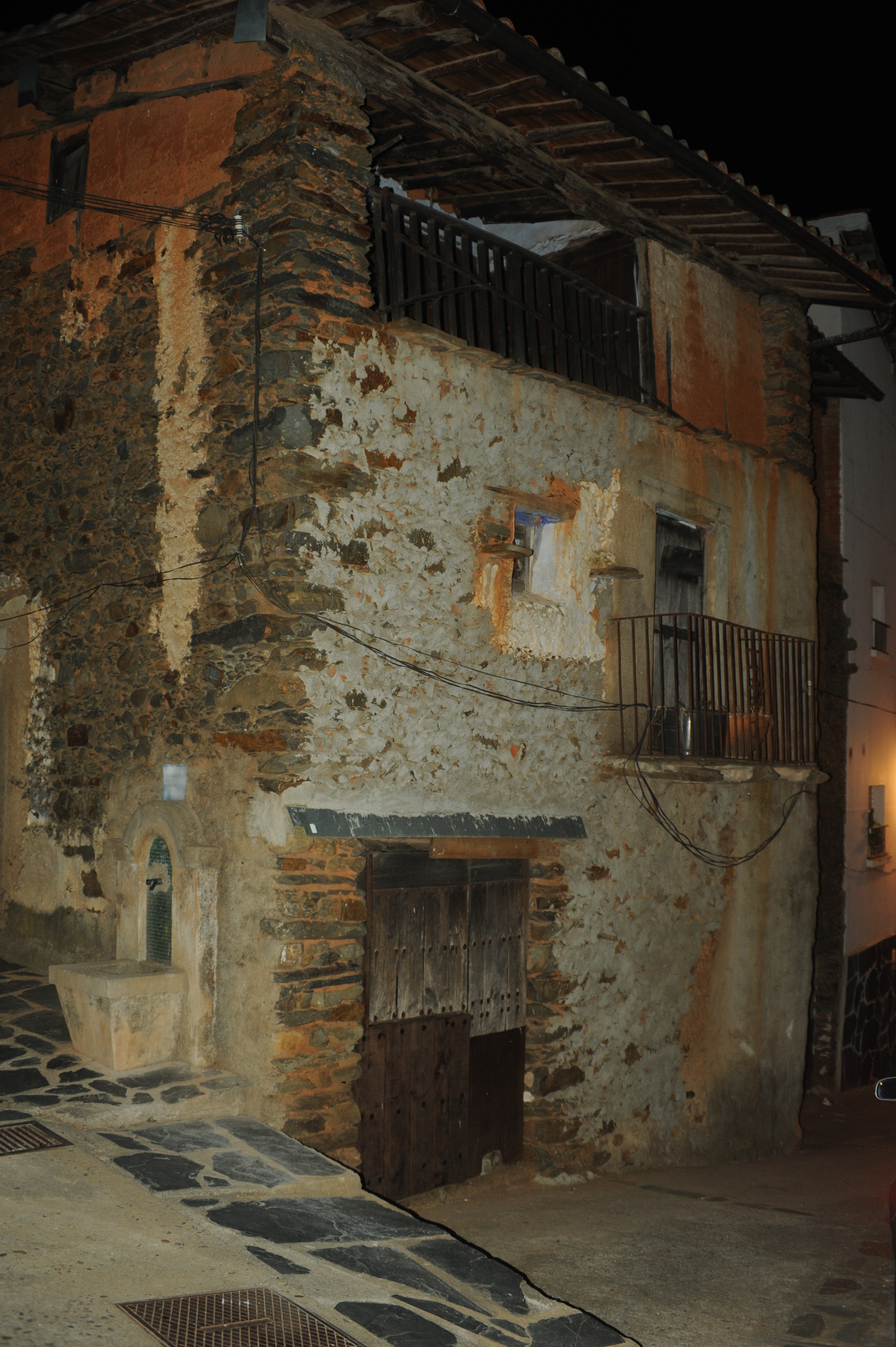
Descargamaría. Arquitectura

En Descargamaría se conserva una arquitectura tradicional, típica de la sierra de Gata, donde la casa se construye siguiendo la norma del piso bajo de piedra de pizarra y el superior de adobe y vigas de madera, así como sus barandas y balconadas.

## Cultura

### Entidades culturales
En el municipio hay un campamento junto a la carretera que lleva a Cadalso.

## Patrimonio cultural inmaterial
La fiesta del Pino Marro es la tradición más destacada del municipio. Es una tradición legada por los vetones, pueblo celta que habitó estas tierras. Esta fiesta sigue celebrándose en Descargamaría desde los más remotos tiempos. En su época se supone que fue la famosa tradición celta del árbol de mayo que se celebraba en toda Europa. En Alemania, en la región de Baviera, se ha perennizado y en el Tíbet hay similitudes. Los jóvenes que partían al servicio militar (quintos) tenían el permiso de las autoridades locales para organizar la corta del mejor árbol de la sierra, de los destinados a su utilización, arrastrarlo a través del pueblo y erguirlo en el centro rural hasta el 9 de enero, fiesta de San Julián, acompañado de bailes, cánticos nocturnos y juegos. Los festejos podían durar 15 días. En la actualidad se organizan el 5 de agosto.